# Yevgueni Térejov
Yevgueni Térejov –en ruso, Евгений Терехов– (URSS, 7 de septiembre de 1996) es un deportista ruso que compitió en remo como timonel. Ganó una medalla de bronce en el Campeonato Europeo de Remo de 2017, en la prueba de ocho con timonel femenino.

## Palmarés internacional
| Campeonato Europeo | Campeonato Europeo       | Campeonato Europeo | Campeonato Europeo |
| Año                | Lugar                    | Medalla            | Prueba             |
| ------------------ | ------------------------ | ------------------ | ------------------ |
| 2017               | Račice (República Checa) | Medalla de bronce  | Ocho con timonel   |